# Johannes Grützke
Johannes Grützke (Berlino, 30 settembre 1937 – Berlino, 17 maggio 2017) è stato un pittore e illustratore tedesco.

## Biografia
Attivo in numerosi campi tra cui la scultura, la musica e la poesia, si è imposto come pittore di genere figurativo e realista, sia pure non privo di tratti ironici e grotteschi. È stato docente all'Accademia estiva di Belle Arti di Salisburgo e professore di pittura all'Accademia di Belle Arti di Norimberga.
La sua opera più nota è Der Zug der Volksvertreter ("Il corteo dei rappresentanti del popolo"), un colossale dipinto murale di oltre 32 metri realizzato nel 1991 per la Paulskirche di Francoforte sul Meno.